# ريان هايز
ريان هايز (بالإنجليزية: Ryan Hayes)‏ هو لاعب هوكي الجليد أمريكي، ولد في 4 يونيو 1989 في سيراكيوز في الولايات المتحدة.

## وصلات خارجية
- ريان هايز على موقع EliteProspects.com (الإنجليزية)
- ريان هايز على موقع HockeyDB.com (الإنجليزية)